# Phosphatbinder
Phosphatbinder sind Medikamente (in der Regel für Dialysepatienten), die das mit der Nahrung aufgenommene Phosphat im Darm binden und so die Aufnahme in den Körper hemmen. Als Phosphatbinder eingesetzt werden derzeit Calcium- und Aluminium-Salze, Sevelamer (ein Polymer) und Lanthancarbonat.

## Einteilung der Phosphatbinder

### Metallhaltige Phosphatbinder

#### Aluminiumhaltige Phosphatbinder
Aluminiumhaltige Phosphatbinder werden heutzutage nicht mehr so häufig eingesetzt. Zwar ist die Bindungseigenschaft von Aluminium sehr hoch, was bedeutet, dass diese Phosphatbinder sehr effektiv sind. Mit geringen Dosen kann viel Phosphat gebunden und ausgeschieden werden. Doch Aluminium akkumuliert im Körper, d. h., es lagert sich ab. Es ist in hohen Dosen giftig und kann zu Schäden am Nervensystem führen. Aluminiumhaltige Phosphatbinder werden deswegen oft zeitlich begrenzt gegeben, um sehr hohe Phosphatwerte schnell zu senken.

#### Lanthanhaltige Phosphatbinder
Ein relativ neuer metallhaltiger Phosphatbinder ist Lanthan, verwendet wird es als Lanthancarbonat. Ein Vorteil ist, dass bei Lanthan relativ wenig Tabletten zerkaut werden müssen. Ein mögliches Problem könnte jedoch dadurch entstehen, dass Lanthan in geringen Mengen vom Körper aufgenommen wird und es sich in den Knochen und in der Leber ablagern kann. Man weiß noch nicht abschließend, ob dies auf Dauer Folgen hat. Eine abschließende Sicherheit darüber können erst Langzeitbeobachtungen geben.

#### Calciumhaltige Phosphatbinder
Calciumhaltige Phosphatbinder werden häufig eingesetzt. Sie sind wirksam und verursachen nur geringe Kosten.
Im Gegensatz zum Nierengesunden kann ein Dialysepatient kein überschüssiges Calcium über den Urin ausscheiden, und auch der Knochen nimmt in der Regel das angebotene Calcium nicht auf. So besteht die Gefahr, dass sich das Calcium in Gefäßen und Weichteilen absetzt.
Die Calciumzufuhr bei Dialysepatienten ist ohnehin schon hoch aufgrund der Nahrung und des calciumhaltigen Dialysats. Deswegen sollte die Gesamtzufuhr von Calcium „gedeckelt“ werden. Dies sollte auch bei der Gabe von calciumhaltigen Phosphatbindern beachtet werden.
Bei bestimmen Patientengruppen sollte die Gabe von calciumhaltigen Phosphatbindern laut internationalen Leitlinien (KDIGO: Kidney Diesease Global Outcomes – Initiative) überdacht werden:
- Wenn Hyperkalzämie vorliegt (zu viel Calcium im Blut)
- Wenn bereits Verkalkungen vorliegen (u. a. in Röntgenbildern sichtbar)
- Wenn eine „adyname Knochenerkrankung“ vorliegt, also der Knochenstoffwechsel deutlich gestört ist
- Wenn der Parathormon-Spiegel anhaltend sehr niedrig ist

### Calcium- und Metallfreie Phosphatbinder
Colestilan und Sevelamer sind Phosphatbinder, die weder Calcium noch Metall enthalten. Damit kann sich beides nicht im Körper ablagern. Diese Phosphatbinder senken den Phosphatspiegel effektiv. Mögliche Folgeschäden wie bei Aluminium werden vermieden. Außerdem wird so kein zusätzliches Calcium zugeführt, das zu zusätzlichen Verkalkungen führen kann.

## Dosierung/Darreichungsformen
Eine Einstellung der Dosierung von Phosphatbindern ist unerlässlich, um eine unerwünschte Hypophosphatämie zu vermeiden. Dies bedeutet anfangs wöchentliche, später monatliche Kontrolle der Plasmawerte von Phosphat, eventuell auch Calcium und Parathormon.
Es gibt Phosphatbinder in verschiedenen Darreichungsformen: als Filmtabletten, als Kautabletten und als Pulver, das mit wenig Wasser eingenommen wird.